# Stazione di Kumanomae
La stazione di Kumanomae (熊野前駅?, Kumanomae-eki) è una stazione di Tokyo lungo il people mover Nippori-Toneri liner, e offre l'interscambio con la tranvia linea Toden Arakawa. La stazione è stata aperta nel 2008 e si trova nel quartiere di Arakawa.

## Linee

### People mover
Toei
● Nippori-Toneri liner

### Tram
Toei
● Linea Toden Arakawa

## Struttura
La stazione si trova su viadotto, con un due banchine laterali e due binari passanti.
| 1 | ● Nippori-Toneri liner | per Minumadai-shinsuikōen |
| 2 | ● Nippori-Toneri liner | per Nippori               |

## Stazioni adiacenti
| «                    | Servizio             | »                    |
| Nippori-Toneri Liner | Nippori-Toneri Liner | Nippori-Toneri Liner |
| -------------------- | -------------------- | -------------------- |
| Akado-shōgakkōmae    | -                    | Kumanomae            |
| Linea Toden Arakawa  |                      |                      |
| Higashi-ogu-sanchōme | -                    | Miyanomae            |